# Anton Vogel
Anton Vogel ( ? -1867.) osztrák altábornagy
1829-ben őrnagy a 2.gyalogezredben, 1832-ben alezredes, két év múlva pedig a 37.gyalogezred ezredese. 1841-ben vezérőrnaggyá léptették elő, és dandárparancsnok lett Samborban.
1848-ban már altábornagy és hadosztályparancsnok Lembergben. Az áprilisban Galíciából az országba betört hadosztály parancsnoka. A császári hadvezetés eredeti tervei szerint a Tiszántúl irányába indított offenzívát kellett volna támogatnia, de a tavaszi hadjárat sikerei miatt támadása felvidéki vesszőfutássá változott. Ahhoz elegendő erővel rendelkezett, hogy a magyar gerillák ne jelentsenek számára komoly veszélyt, de a szakadatlan csatározás, nehéz menetek, rossz ellátás miatt katonái teljesen kimerülve érték el a Vág-vonalat. A császári hadsereg májusi átszervezésekor csapatait más hadtestekbe osztották be. A szabadságharc leverése után a galíciai 4. hadsereg parancsnokhelyettese lett.